# Момот, Александр Васильевич
Александр Васильевич Момот (2 июня 1953, Решетиловка, Полтавская область, УССР, Советский Союз — 16 мая 1996, Донецк, Украина) — советский и украинский предприниматель, основатель и первый президент компании «Данко», кандидат наук. Брат депутата С. В. Момота.

## Биография
В 1970 закончил с золотой медалью среднюю школу № 17 в Донецке, в 1975 окончил Донецкий политехнический институт по специальности «Автоматизированные системы управления», получив специализацию системотехника. Трудовую деятельность начал в Донецком государственном университете руководителем учебной лаборатории вычислительной техники. С 1977 года работал в Донецком комплексном отделе АСУ НПО «Горсистемотехника». В 1981 становится главным инженером главного информационно-вычислительного центра Донецкого областного исполнительного комитета. В 1984 защитил кандидатскую диссертацию на тему «Информационные основы диспетчирования региональным целевым комплексом», за которую в следующем году получил премию имени Ленинского комсомола ЛКСМУ. В 1986—1987 назначен заведующим филиалом кафедры АСУ при Главинформцентре Донецкого облисполкома. Неоднократно исполнял обязанности председателя Государственной экзаменационной комиссии в Донецком политехническом институте. В 1988 создал совместное предприятие «Интеркомпьютер», которое являлось одним из первых в СССР совместных предприятий. В декабре 1989 становится доцентом, а вскоре и академиком в Академии экономических наук Украины, член-корреспондентом в Академии информатики Украины. Был консультантом по созданию региональных АСУ Харьковской, Закарпатской областей Украины, городов Баку, Тбилиси, Ереван, членом Совета главных конструкторов АСУ крупных городов и столиц союзных республик и государств-членов СЭВ. Входил в состав редакционного совета республиканского журнала «Информация и новые технологии» (укр. «Iнформація та нові технології»), совета содействия вестника Торгово-промышленной палаты «Меркурий», стал инициатором и издателем газет «Дело и право», «ВСЕ», «Голубой огонёк». В 1994 создал и возглавил Донецкое акционерное научно-коммерческое общество «Данко», главной задачей которого стало участие в процессах реформировании экономики Украины согласно рыночного пути развития. 
Убит в 1996 году, группой лиц, причастных к убийству Е. А. Щербаня.

## Публикации
Является автор более 50 печатных работ. Опыт и наработки были использованы при организации аналогичной работы в исполкомах Москвы, Ленинграда, Томска, Будапешта, Пловдива, Киева, а также в городах Донецкой области (Краматорск, Славянск, Макеевка, Горловка, Мариуполь). Специальный курс лекций по тематике регионального управления читал студентам Донецкого государственного университета и Донецкого института советской торговли.

## Память
29 октября 1999 основан шахматный клуб имени А. В. Момота; подготовивший нескольких мировых и европейских чемпионов и претендентов по шахматам.